# 17163 Vasifedoseev
17163 Vasifedoseev è un asteroide della fascia principale. Scoperto nel 1999, presenta un'orbita caratterizzata da un semiasse maggiore pari a 2,9042054 UA e da un'eccentricità di 0,0803229, inclinata di 1,32694° rispetto all'eclittica.